# Josef Steinbach

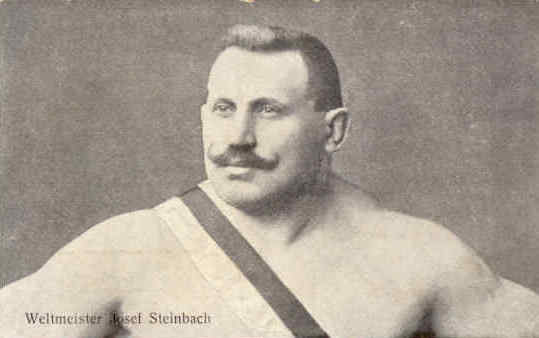
Josef Steinbach (um 1900)

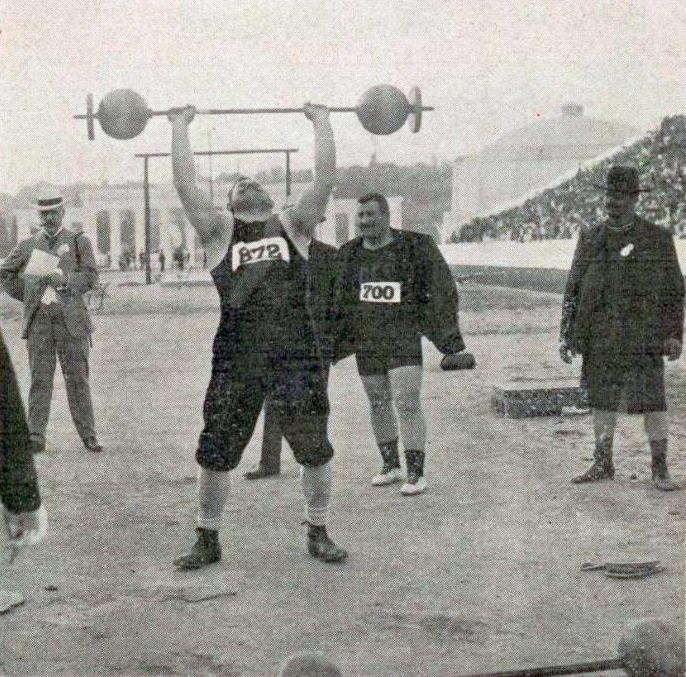
Josef Steinbach (Nr. 700) bei den Olympischen Zwischenspielen 1906

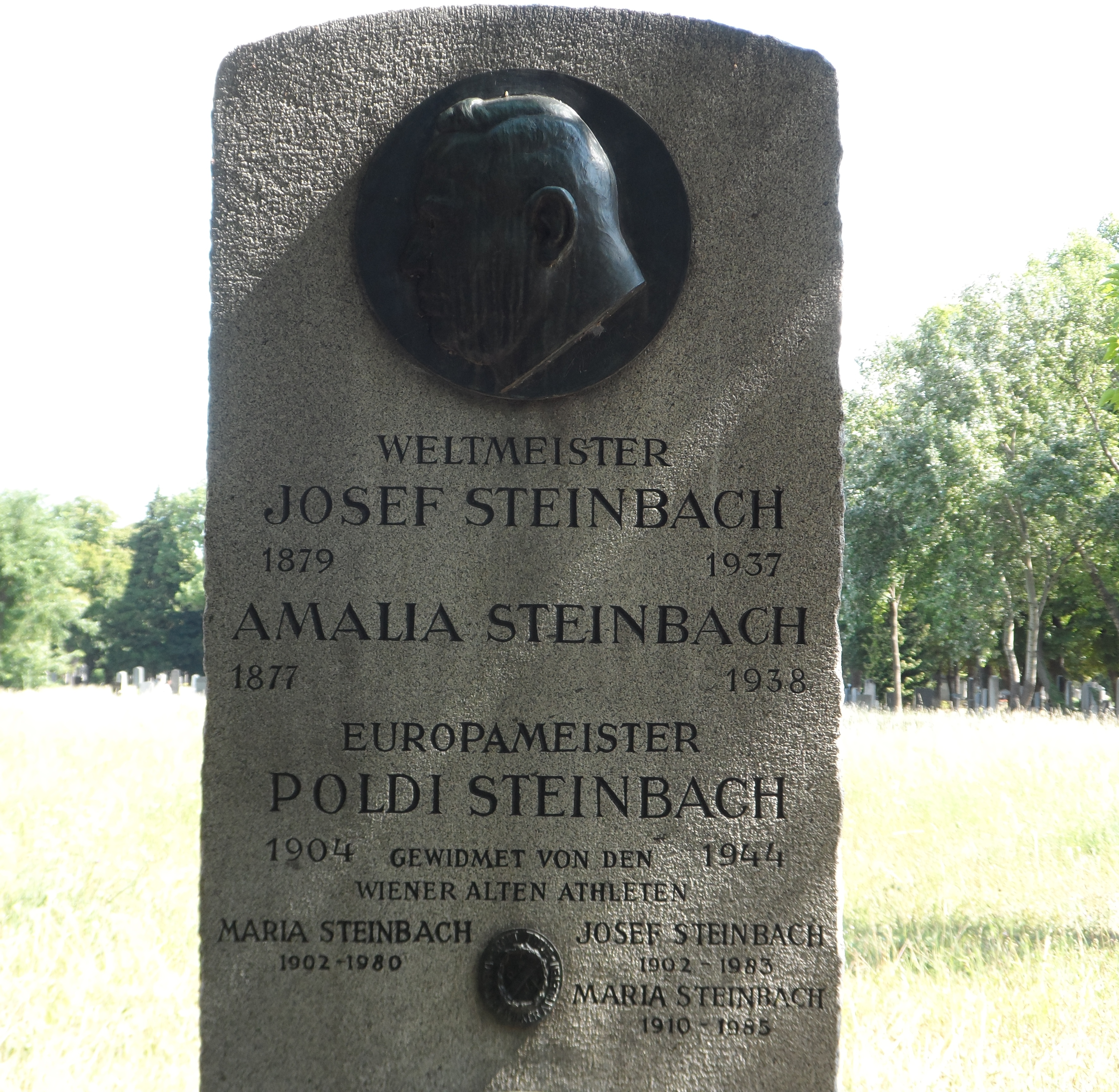
Familiengrab der Steinbachs am Wiener Zentralfriedhof

Josef Steinbach (* 21. März 1879 in Horschau, Landkreis Bischofteinitz; † 15. Januar 1937 in Wien) war ein österreichischer Gewichtheber und Tauzieher.

## Werdegang
Als 15-Jähriger zog Steinbach nach Wien, wo er mit dem Krafttraining begann. 1898 startete er seine Karriere als Gewichtheber, in der er 1900 seinen ersten landesweiten Titel gewinnen konnte. 1902 holte er seinen ersten österreichisch-ungarischen Meistertitel.

1904 wurde er erstmals Weltmeister; ein Jahr später konnte er den Titel erfolgreich verteidigen.

### Olympische Zwischenspiele 1906
Für 1906 erhielt er eine Einladung zu den Olympischen Zwischenspielen in Athen. Dort musste er sich im zweiarmigen Bewerb nur dem Griechen Dimitrios Tofalos geschlagen geben, der den Heimvorteil für sich ausnutzen konnte. Im einarmigen Heben jedoch gelang ihm der Gewinn der Goldmedaille. Mit dem österreichischen Tauzieher-Team belegte er den vierten Rang.
Im Anschluss wurde Steinbach Profisportler und nahm an zahlreichen Schauwettkämpfen teil. Er forderte zudem mehrfach den deutschen Kraftsportler Arthur Saxon heraus, mit ihm um die Krone des Profiweltmeisters anzutreten, ohne dass Saxon dieser Herausforderung nachkam.
Steinbach stellte im Laufe seiner Karriere 35 Weltrekorde auf. Nach Beendigung seiner aktiven Laufbahn führte Steinbach bis zu seinem Tod ein Gasthaus in Wien-Erdberg. 1925 trat er als Darsteller (in der Rolle eines Hausknechts) in dem Stummfilm Die Stadt ohne Juden auf. Er wurde in einem ehrenhalber gewidmeten Grab auf dem Wiener Zentralfriedhof (18-2-89) beigesetzt.
Sein Sohn Leopold „Poldi“ Steinbach (1904–1944) war Österreichs erster Box-Europameister.